# Purquazi
Purquazi là một thị xã và là một nagar panchayat của quận Muzaffarnagar thuộc bang Uttar Pradesh, Ấn Độ.

## Nhân khẩu
Theo điều tra dân số năm 2001 của Ấn Độ, Purquazi có dân số 23.526 người. Phái nam chiếm 53% tổng số dân và phái nữ chiếm 47%. Purquazi có tỷ lệ 44% biết đọc biết viết, thấp hơn tỷ lệ trung bình toàn quốc là 59,5%: tỷ lệ cho phái nam là 51%, và tỷ lệ cho phái nữ là 36%. Tại Purquazi, 19% dân số nhỏ hơn 6 tuổi.